# Giacomo Galanda
Giacomo Galanda (Údine, Italia, 30 de enero de 1975 (50 años))  es un exjugador italiano de baloncesto. Con 2.10 m de estatura, en la posición de pívot su último equipo fue el conjunto italiano Pistoia Basket 2000.

## Equipos
- 1993-1997 Scaligera Verona
- 1997-1998 Fortitudo Bologna
- 1998-1999 Pallacanestro Varese
- 1999-2003 Fortitudo Bologna
- 2003-2005 Mens Sana Siena
- 2005-2006  Olimpia Milano
- 2006-2011  Pallacanestro Varese
- 2011-2014  Pistoia Basket 2000

## Palmarés
- Ganador de la LEGA tres veces: 1 Varese (1999), 1 Fortitudo Bologna (2000) y 1 Mens Sana Siena (2004).
- Copa de Italia: 1 Fortitudo Bologna (1998).
- Supercopa de Italia 2: Fortitudo Bologna (1998) y 1 Mens Sana Siena (2004).